# 니우암스테르담

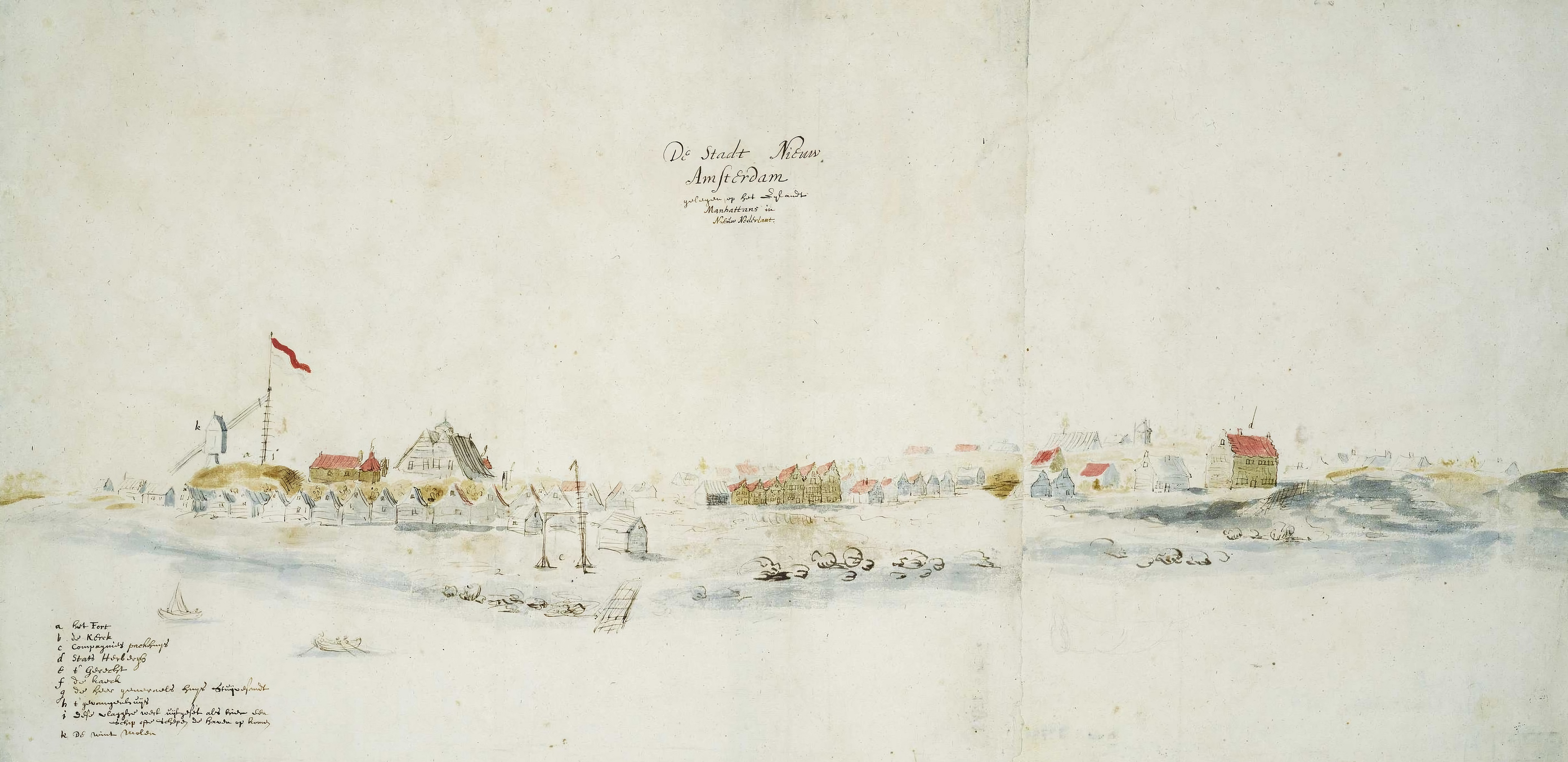
1650년의 뉴암스테르담 그림

뉴네덜란드의 국기

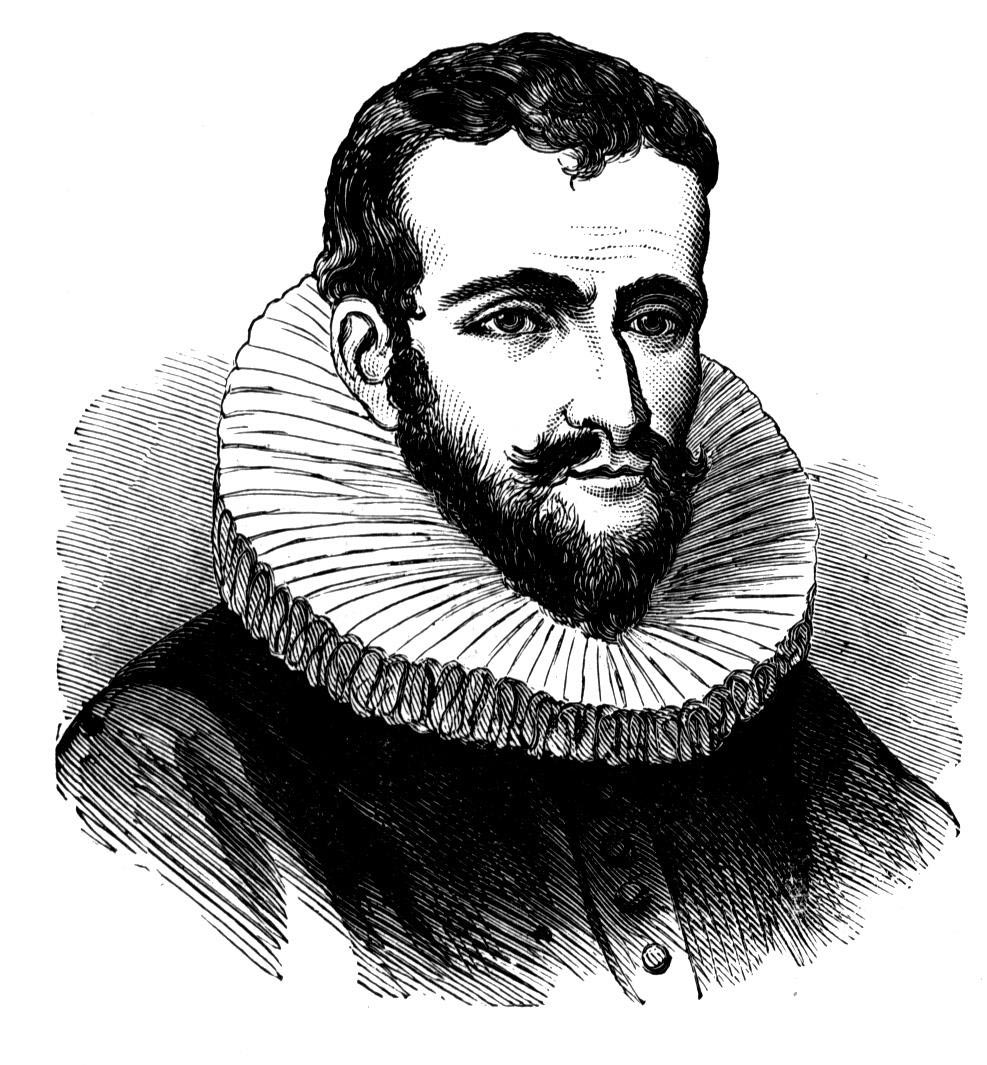
헨리 허드슨(Henry Hudson)

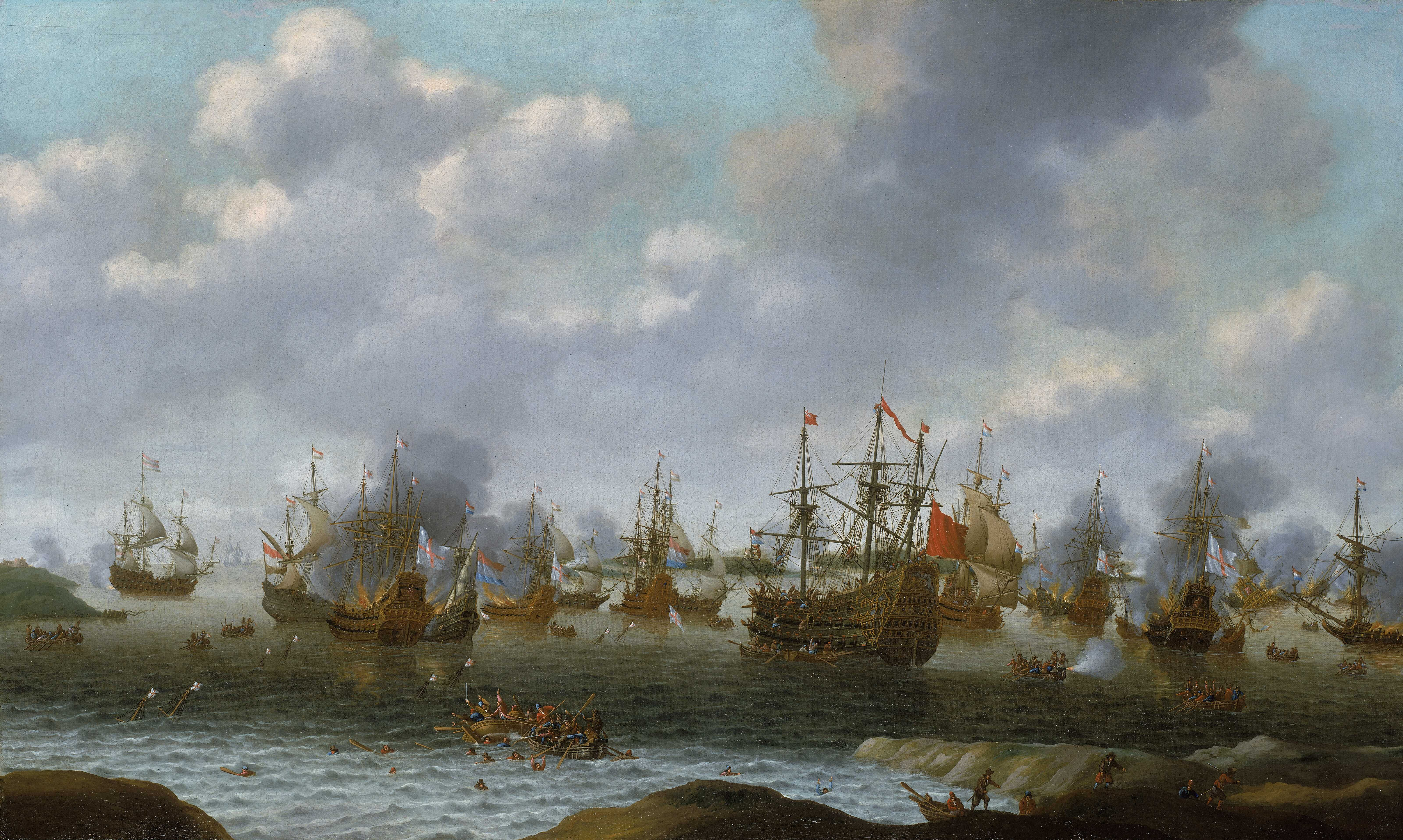
영국-네덜란드 전쟁(Anglo-Dutch Wars)

니우암스테르담(네덜란드어: Nieuw Amsterdam)은 1624년에 네덜란드가 북아메리카의 허드슨강(영어: Hudson River) 하구에 건설한 식민지이다. 1609년 영국인 헨리 허드슨의 탐험으로 세워진 허드슨강 유역 지방의 네덜란드 식민지이다. 뉴네덜란드(1614년 ~ 1674년, 영어: New Netherland)의 수도였다.
1674년 11월 10일, 영국은 네덜란드와의 세 번째 전쟁(제3차 영국-네덜란드 전쟁, 영란전쟁)에서 승리해 아메리카 대륙의 뉴욕을 되찾았다. 앞서 북미 대륙의 무역거점이었던 뉴욕을 차지하기 위해 영국과 네덜란드가 치열하게 전투를 벌였다.

## 개요

영국령 13개 식민지의 국기

네덜란드의 서인도 회사가 1626년에 인디언에게 맨해튼섬(영어: Manhattan)을 구입하여 항구적 식민지가 되었고 뉴암스테르담을 건설하였으며, 1626년에 포트 암스테르담 요새(영어: Amsterdam Fort)가 세워지고, 섬은 지금돈으로 약 24달러에 구입되었다. 모피 거래와 식민지 개척의 중심 기지로 이용되었다. 영국령이던 뉴잉글랜드(New England)와 관계가 악화되면서 1650년대부터 영국의 공격을 받아 1664년에 영국 함대에 점령되었다. 요크(York)이라는 의미로 이후에 영국령 식민지인 뉴욕으로 바뀌었다.
뉴욕이 유럽인들에게 처음으로 알려진 것은 1524년 이탈리아인이다. 프랑스 선박 ‘라 도핀’(프랑스어: La Dauphine) 호의 선장이었던 이탈리아인 조반니 다 베리차노(이탈리아어: Giovanni da Verrazzano)는 대서양 항해 중에 뉴욕 인근을 지나갔다는 기록이 있다.
공식적으로 뉴욕 일대를 탐험한 사람은 1609년 9월 헨리 허드슨(Henry Hudson)이다. 그는 영국인이었지만, 네덜란드 동인도회사 소속 선박의 선장이었다. 네덜란드 동인도회사는 인도네시아 바타비아(자카르타)에 본부를 두고 있었다.
그는 네덜란드 정부의 지시를 받아 유럽에서 희망봉을 돌아 인도네시아로 가는 기나긴 뱃길을 단축시키는 방법을 찾고 있었다. 허드슨은 오늘날 각광을 받고 있는 북극 항로를 개척하고자 시도했다. 바타비아에서 동아시아를 거쳐 북극해를 건너가는 항로로 가면 네덜란드에서 인도네시아까지의 항로를 단축시킬수 있다는 주장을 듣고 실행에 들어갔지만, 북극해의 얼음에 충돌해 실패했다. 그래서 그는 캐나다 북쪽 바다를 지나는 길을 탐색한다.
허드슨은 우선 그린란드(Greenland)를 거쳐 대서양 서안을 탐색하는 과정에서 뉴저지주 남쪽 끝 케이프 콧(Cape Cod)을 발견하고, 북상해 허드슨강 입구에 들어간다. 이어 허드슨강을 타고 북상하다가 다시 내려와 뉴잉글랜드 해안을 탐험하게 된다.
허드슨은 자신의 탐험 과정을 보고서에 담아 자신에게 봉급을 주는 네덜란드 동인도회사에 보고했다. 그는 보고서에서 아메리카 동해안을 자원이 풍부하고 인디언들과 교역하기 좋은 곳으로 미화했다.
당시 세계는 신대륙 개척의 선두에 섰던 스페인과 포르투갈이 쇠퇴하고, 네덜란드가 부상하던 시기였다. 네덜란드는 허드슨의 보고에 따라 함대를 보내 아메리카 동부 해안을 탐색했다. 이어 네덜란드 정부는 북아메리카 동부 지역을 식민화할 회사를 물색했다. 많은 기업들이 참여를 희망했다. 입찰 결과로 1618년 니우네데를란트회사(New Netherland Company)가 낙찰을 받았다.
하지만 이 회사는 네덜란드 정부가 원하는 식민사업을 이행하지 못했다. 이듬해인 1619년 네덜란드는 서인도회사(The Dutch West India Company)에게 북위 40 ~ 45도 사이의 북아메리카 동부 지역에 대한 면허권을 준다. 동남아시아에 동인도회사라는 식민회사를 둔 것처럼, 신대륙에는 서인도회사라는 식민기업을 구성한 것이다.

## 어원
네덜란드는 현재의 뉴욕을 자국의 수도 이름을 따 뉴암스테르담(New Amsterdam)이라고 명명했다.
네덜란드는 1624년 이후 뉴욕 맨해튼 섬을 중심으로 항구적 식민지를 세웠고, 1626년에 맨해튼 남단에 포트 암스테르담 요새를 건설하고 초대총독으로 페네 미누이트(Peter Minuit)를 파견했다. 미누이트는 맨해튼 인디언에게 지금 돈으로 약 24달러를 주고 땅을 매입했다. 그 땅이 지금은 로어맨해튼(Lower Manhattan)이다.
뉴암스테르담의 네덜란드인들은 인디언들과 모피 거래로 번영했다. 네덜란드는 뉴암스테르담을 중심으로 지금의 뉴욕주, 뉴저지주, 델라웨어주, 커네티컷주로 식민도시를 확대했다. 네덜란드는 북미 동부지역에 세운 식민도시들을 합쳐 니우네데를란트이라고 명명했다.
초기에는 작은 요새, 시장, 주택 등으로 이루어진 식민지였고, 네덜란드 서인도회사는 이곳을 중심으로 식민지무역을 경영했다. 뉴네덜란드 식민당국은 토착 인디언에 대해 잔혹하게 대했고, 초기에 온건하던 인디언들이 네덜란드 식민도시와 수차례 전쟁을 벌이게 되었다. 그 사이에 식민 인구도 늘어 1653년 2월 이곳의 인구는 약 800명에 달했다고 한다.
네덜란드인들은 현재의 올바니, 하트퍼드, 트렌턴 지역에 교역소들을 세웠다. 네덜란드의 서인도 회사는 유럽의 많은 나라들로부터 정착자들을 모았다. 뉴네덜란드에는 20개의 언어가 쓰였고, 다양한 종파의 교회가 들어섰다.

## 역사

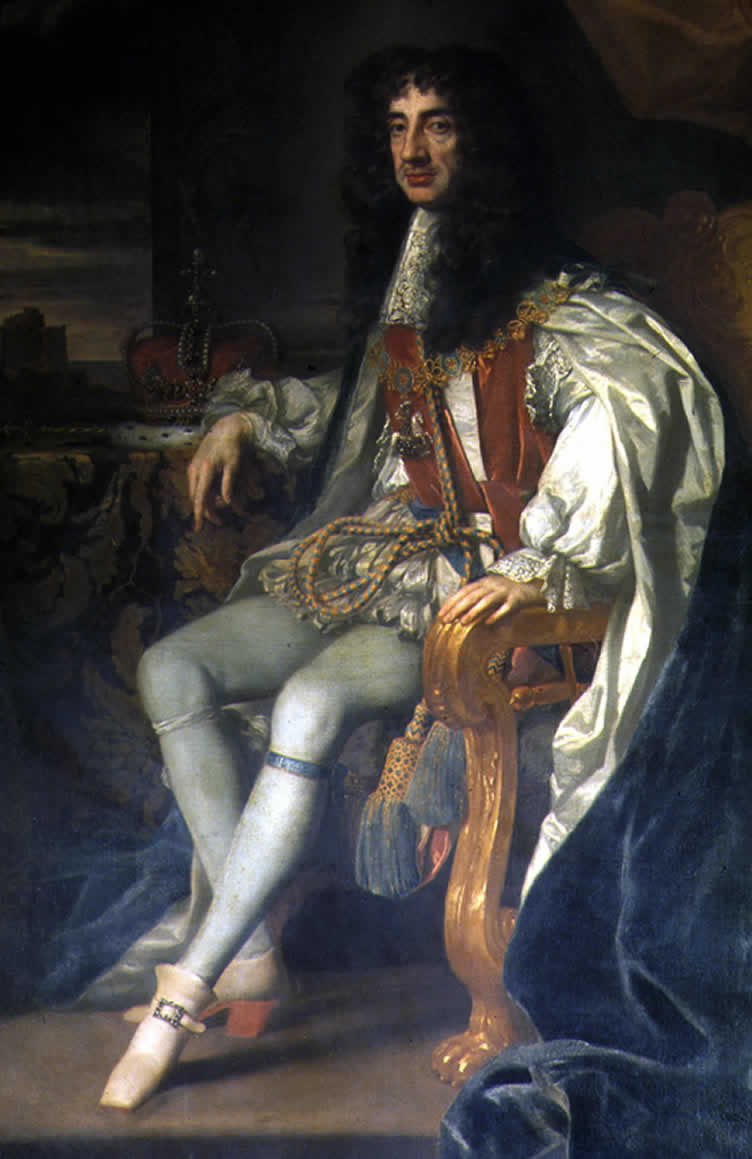
찰스 2세(Charles II)

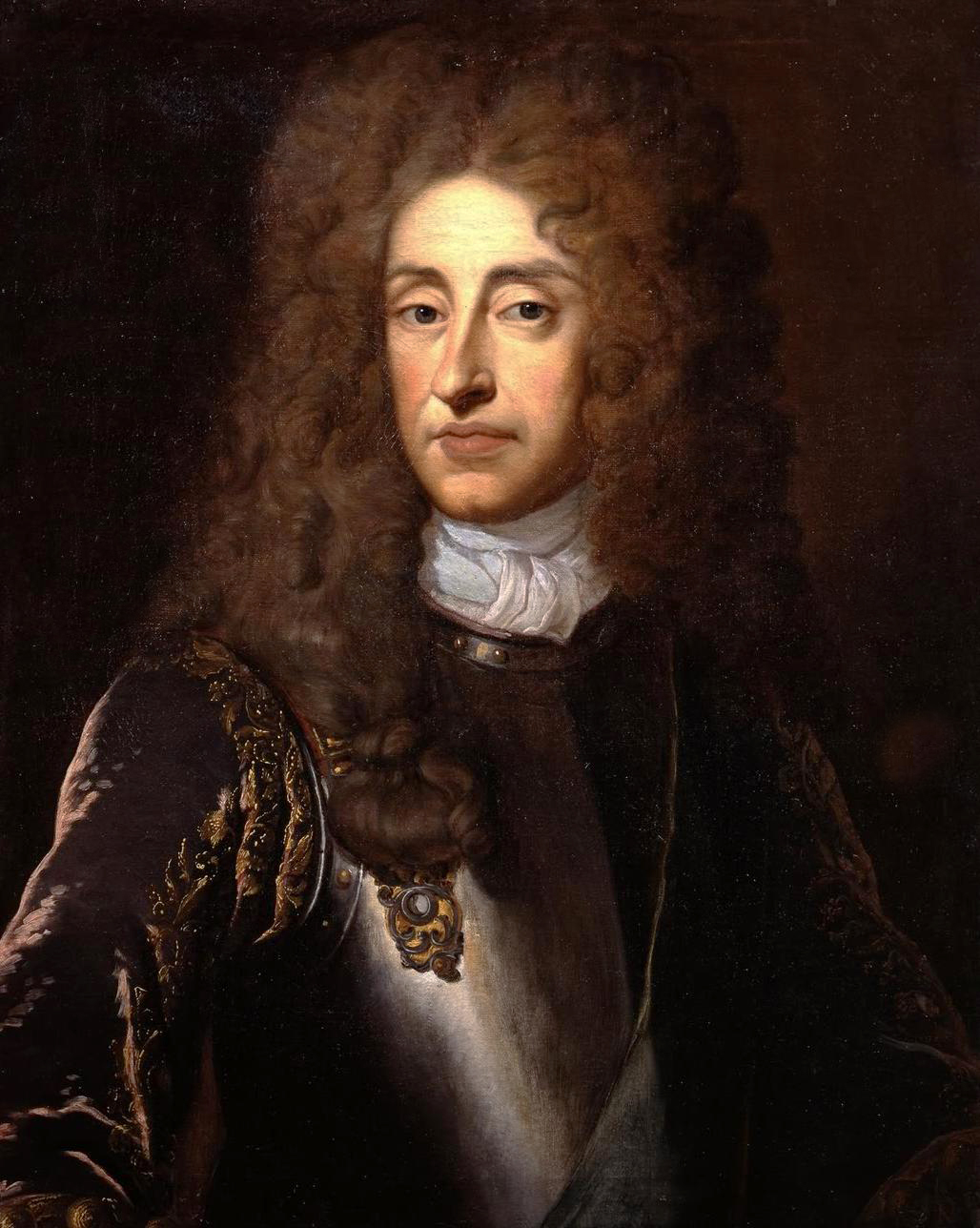
제임스 2세(James II)

원래 뉴욕은 네덜란드인들이 설립한 도시중에 하나이다. 처음 이곳에 정착한 네덜란드인들이 네덜란드의 암스테르담(Amsterdam)의 이름을 붙여서 뉴암스테르담 이라고 했다.
1664년 영국인들이 전쟁에서 승리하고 이곳을 차지가 하게 되는데, 당시 영국 국왕(the King of England)인 찰스 2세(Charles II)가 그의 동생인 York 공(후세 영국 국왕 제임스 2세(James II of England))에게 이곳 주었는데, 그의 이름을 따서 York이라고 하게 되었는데, 영국 본토에 York 라는 도시가 있기 때문에 New York(뉴욕) 이라고 불리게 된 것이다.
하지만 북아메리카는 네덜란드가 독식할 수 없었다. 영국은 북아메리카 남쪽에 버지니아에, 북쪽에 매사추세츠에 식민지를 두고 있었고, 뉴네덜란드는 영국 식민도시 사이에 끼이게 되었다.
두 나라 사이에 식민전쟁은 불가피했다.
1650년대 들어 영국이 뉴암스테르담에 눈독을 들였다. 1664년 영국은 군함 1척을 보냈다. 당시 뉴네덜란드의 총독 페터 스토이베산트(Peter Stuyvesant)는 부하들로부터 신망을 잃고 있었다. 영국 함대가 침공해 올 때 부하들은 싸움을 거부했고, 스토이베산트 총독은 항복한다. 9월 8일 영국 함대가 뉴암스테르담을 점령하고, 영국 왕의 동생 요크공(Duke of York, 후에 제임스 2세 국왕)의 이름을 따서 뉴욕(New York)이라고 개칭했다. 영국은 1665년 뉴욕의 초대 총독으로 리처드 니콜스(Richard Nicolls)를 임명했다.
하지만 네덜란드가 뉴암스테르담을 순순히 영국에 넘겨주지 않았다. 1673년에 발발한 제3차 영국-네덜란드전쟁(영란전쟁)에서 네덜란드가 뉴욕을 되찾아 뉴 오렌지(New Orange)라고 이름을 바꾸었다.
그것도 잠시, 곧이어 영국이 뉴욕을 탈환했다. 영국과 네덜란드는 1674년 웨스터민스터 조약(Westminster treaty)을 체결하고 뉴욕을 영국에 돌려주기로 했다. 이로써 네덜란드는 북미대륙 동해안의 식민지를 50년만에 모두 잃게 된다. 뉴네덜란드와 뉴암스테르담은 뉴잉글랜드와 뉴욕으로 바뀌어 영국 식민지가 되었다.